# Sepia elegans
El castaño (Sepia elegans) es una especie de molusco cefalópodo de la familia Sepiidae. Es pescado comercialmente.

## Descripción
Es una sepia de pequeño tamaño, su cuerpo puede llegar a medir hasta 9 cm. Su coloración es rojiza amarillenta en el dorso. En la base de los tentáculos presenta dos hileras de ventosas en zig-zag. Difiere de otras especies afines por la extensión afilada del cuerpo, o concha, por encima de su cabeza.

## Distribución y hábitat
Es propio del mar Mediterráneo y el océano Atlántico central y nororiental. Se encuentra principalmente en zonas costeras sobre fondos arenosos o fangosos, a partir de unos 25 m de profundidad.

## Comportamiento
Durante el invierno se encuentra en aguas profundas, pero en primavera y verano se traslada a aguas poco profundas para reproducirse. La época de desove tiene lugar de marzo a octubre.